# 源兼忠
源 兼忠（みなもと の かねただ）は、平安時代前期から中期にかけての公卿。清和天皇の孫で、上野太守・貞元親王の子。官位は正四位下・参議。

## 経歴
醍醐朝の延喜17年（917年）従五位下に叙爵。その後、備中権守・三河権守・侍従を歴任した。
朱雀朝に入ると、延長9年（931年）左兵衛佐、承平6年（936年）左衛門佐と武官を務め、承平2年（932年）従五位上、承平8年（938年）正五位下と昇進する。天慶3年（940年）に中宮亮を兼ね、天慶4年（941年）従四位下に進む。のち、春宮亮・中宮権大夫を歴任した。
天慶9年（946年）成明親王が即位（村上天皇）すると春宮亮の功労により正四位下に叙せられ、7月に左京権大夫、9月に右京権大夫に転じ、天暦5年（951年）に近江権守に任ぜられた。天暦8年（954年）参議に任官し公卿に列す。議政官の傍らで備前権守・治部卿を兼任した。
天徳2年（958年）7月1日卒去。享年58。最終官位は参議治部卿正四位下。

## 官歴
『公卿補任』による。
- 延喜17年（917年） 正月7日：従五位下（氏爵）
- 延喜21年（921年） 正月30日：備中権守
- 延長6年（928年） 正月29日：三河権守。6月9日：侍従
- 延長8年（930年） 9月22日：昇殿
- 延長9年（931年） 3月13日：左兵衛佐
- 承平2年（932年） 正月7日：従五位上
- 承平5年（935年） 2月23日：大和権介
- 承平6年（936年） 3月24日：左衛門佐
- 承平8年（938年） 正月8日：正五位下（中宮御給）
- 天慶3年（940年） 3月25日：兼中宮亮
- 天慶4年（941年） 正月7日：従四位下。2月9日：昇殿
- 天慶5年（942年） 3月29日：近江権守
- 天慶7年（944年） 4月22日：兼春宮亮（春宮・成明親王）
- 天慶8年（945年） 10月4日[1]：中宮権大夫、亮如元
- 天慶9年（946年） 4月28日：正四位下（前坊亮）。7月17日：兼左京権大夫。9月16日：右京権大夫（左京大夫玉淵依有従父兄忌也）
- 天暦5年（951年） 正月30日：近江権守
- 天暦8年（954年） 3月14日：参議
- 天暦9年（955年） 2月7日：兼備前権守。参議如元
- 天暦10年（956年） 3月24日：兼治部卿。参議権守如元
- 天徳2年（958年） 7月1日：卒去（参議治部卿正四位下）[2]

## 系譜
『尊卑分脈』による。
- 父：貞元親王
- 母：藤原基経の娘
- 生母不詳の子女
  - 男子：源能正
  - 男子：源能遠
  - 女子：藤原済時室
  - 女子：藤原兼家室
- 養子
  - 男子：源重之 - 弟・源兼信の子